# Abram Salom
Abram Salom (Tàrrega, segle xv) fou un prestigiós metge que va exercir a Tàrrega durant el segle xv. Es coneix que la seva fama era tan gran que sovint s'havia de desplaçar per atendre l'estat de salut del rei. Professava la fe jueva.
Segons els registres és molt possible que fos propietari d'una casa ubicada a l'antic carrer del Call de Tàrrega. Aquesta casa gòtica objecte d'estudi perquè es manté pràcticament igual que al segle xvi. L'arqueòleg Jordi Amorós afirma parlant dels jueus de Tàrrega: “És difícil afirmar que un vestigi sigui jueu, perquè no tenien unes estructures distintives”.